# Torsiac
Torsiac – miejscowość i gmina we Francji, w regionie Owernia-Rodan-Alpy, w departamencie Górna Loara.
Według danych na rok 1990 gminę zamieszkiwało 87 osób, a gęstość zaludnienia wynosiła 10 osób/km² (wśród 1310 gmin Owernii Torsiac plasuje się na 754. miejscu pod względem liczby ludności, natomiast pod względem powierzchni na miejscu 861.).